# Mayon
Mayon är en aktiv stratovulkan i provinsen Albay i Bikolregionen på ön Luzon i Filippinerna.

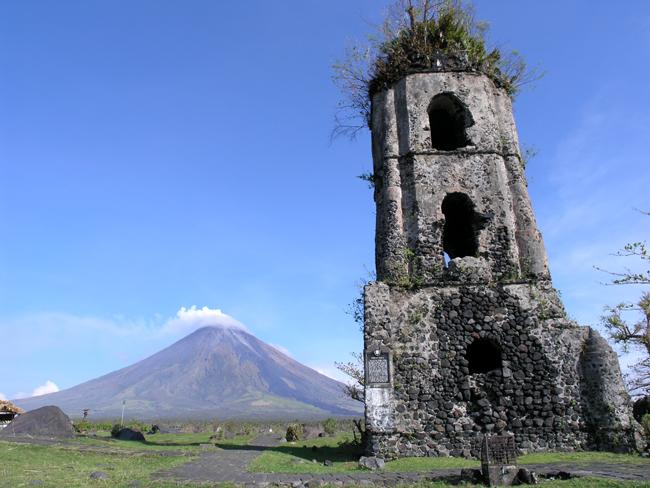
Mayon med kyrkoruinen i förgrunden.

Mayon är det främsta landmärket i Albay provinsen. Runt Mayon ligger städerna och kommunerna Legazpi City, Ligao City, Tabaco City, Camalig, Daraga, Guinobatan, Malilipot och Santo Domingo, med en gemensam gränspunkt på vulkanens topp.